# Eva Bes
Eva Bes (n. Zaragoza, España; 14 de enero de 1973) es una jugadora de tenis profesional retirada.

## Biografía
La tenista aragonesa ganó 35 títulos del circuito challenger (6 de individuales y 29 de dobles), pero no logró ninguno del circuito profesional de la WTA hasta su retirada definitiva en 2002.

## Títulos ITF(35)

### Clasificación en torneos del Grand Slam
| Torneo                 | 2002 | 2001 | 2000 | 1999 | 1998 | 1997 | Victorias |
| ---------------------- | ---- | ---- | ---- | ---- | ---- | ---- | --------- |
| Australian Open        | 1r   | -    | -    | -    | -    | -    | 0         |
| Roland Garros          | 3r   | 2r   | -    | -    | 1r   | -    | 3         |
| Wimbledon              | 1r   | -    | -    | -    | -    | -    | 0         |
| US Open                | -    | 2r   | -    | -    | -    | -    | 1         |
| WTA Tour Championships | -    | -    | -    | -    | -    | -    | 0         |

### Finalista en dobles WTA(2)
- 1999: Taskent (junto a Gisela Riera pierden ante Evgenia Koulikovskaya y Patricia Wartusch).
- 2002: Helsinki (junto a María José Martínez pierden ante Svetlana Kuznetsova y Arantxa Sánchez Vicario).